# الإنجيل في الإسلام
الإنجيل في الإسلام هو كتاب من الله، منزَّل على النبي عيسى، وفي العقيدة الإسلامية هو الرسالة المنزلة مِن عند الله، إلى بني إسرائيل، بعد أن انحرفوا وزاغوا عن شريعة موسى، وغلبَت عليهم النزعات المادية. وهي رسالة قائمة على الدعوة للإيمان بالله وحده، والزهد في الدنيا، والإيمان باليوم الآخر وأحواله، ولذا فإن عيسى عليه السلام كان موحِّدًا على دين الإسلام، ملة إبراهيم حنيفًا وما كان من المشركين.
وقد أمر الله المسلمين في القرآن، بالإيمان بما أُنزل على النبي عيسى، وهو الإنجيل، والإيمان به من أركان الإيمان وأصوله. كما ذُكر في سورة البقرة: ﴿آمَنَ الرَّسُولُ بِمَا أُنْزِلَ إِلَيْهِ مِنْ رَبِّهِ وَالْمُؤْمِنُونَ كُلٌّ آمَنَ بِاللَّهِ وَمَلَائِكَتِهِ وَكُتُبِهِ وَرُسُلِهِ لَا نُفَرِّقُ بَيْنَ أَحَدٍ مِنْ رُسُلِهِ وَقَالُوا سَمِعْنَا وَأَطَعْنَا غُفْرَانَكَ رَبَّنَا وَإِلَيْكَ الْمَصِيرُ ۝٢٨٥﴾ [البقرة:285].
وفي الحديث المشهور أنَّ الرسول محمد عندما سأله جبريل، عن الإيمان قال: «الإيمان أن تؤمن بالله، وملائكته، وكتبه، ورسله، واليوم الآخر، وأن تؤمن بالقدر خيره وشرّه».

## الإنجيل في قاموس اللغة العربية
والإنجيل، في قاموس اللغة العربية، كلمة يونانية معناها البشارة، يذكّر ويؤنَّث، فمن أنَّثه أراد الصَّحيفةَ، ومن ذكّره أراد الكتابَ.

## ذكر الإنجيل في القرآن
جاء ذكر الإنجيل، في القرآن في عدة مواقع:
- ﴿نَزَّلَ عَلَيْكَ الْكِتَابَ بِالْحَقِّ مُصَدِّقًا لِمَا بَيْنَ يَدَيْهِ وَأَنْزَلَ التَّوْرَاةَ وَالْإِنْجِيلَ ۝٣﴾ [آل عمران:3]
- و﴿وَلْيَحْكُمْ أَهْلُ الْإِنْجِيلِ بِمَا أَنْزَلَ اللَّهُ فِيهِ وَمَنْ لَمْ يَحْكُمْ بِمَا أَنْزَلَ اللَّهُ فَأُولَئِكَ هُمُ الْفَاسِقُونَ ۝٤٧﴾
- ﴿وَقَفَّيْنَا عَلَى آثَارِهِمْ بِعِيسَى ابْنِ مَرْيَمَ مُصَدِّقًا لِمَا بَيْنَ يَدَيْهِ مِنَ التَّوْرَاةِ وَآتَيْنَاهُ الْإِنْجِيلَ فِيهِ هُدًى وَنُورٌ وَمُصَدِّقًا لِمَا بَيْنَ يَدَيْهِ مِنَ التَّوْرَاةِ وَهُدًى وَمَوْعِظَةً لِلْمُتَّقِينَ ۝٤٦﴾
- ﴿وَلَوْ أَنَّهُمْ أَقَامُوا التَّوْرَاةَ وَالْإِنْجِيلَ وَمَا أُنْزِلَ إِلَيْهِمْ مِنْ رَبِّهِمْ لَأَكَلُوا مِنْ فَوْقِهِمْ وَمِنْ تَحْتِ أَرْجُلِهِمْ مِنْهُمْ أُمَّةٌ مُقْتَصِدَةٌ وَكَثِيرٌ مِنْهُمْ سَاءَ مَا يَعْمَلُونَ ۝٦٦﴾ [المائدة:66]
- ﴿فَإِنْ كُنْتَ فِي شَكٍّ مِمَّا أَنْزَلْنَا إِلَيْكَ فَاسْأَلِ الَّذِينَ يَقْرَءُونَ الْكِتَابَ مِنْ قَبْلِكَ لَقَدْ جَاءَكَ الْحَقُّ مِنْ رَبِّكَ فَلَا تَكُونَنَّ مِنَ الْمُمْتَرِينَ ۝٩٤﴾ [يونس:94].[3]

## تحريف الإنجيل
ذكر القرآن أن الإنجيل قد تعرض للتحريف، ولذلك أرسل الله نبيه محمد للدعوة للإسلام.
وقد ذكرَ الله، في القرآن إلى تحريف الإنجيل، في عدة مواضع:
- {أَفَتَطْمَعُونَ أَنْ يُؤْمِنُوا لَكُمْ وَقَدْ كَانَ فَرِيقٌ مِنْهُمْ يَسْمَعُونَ كَلَامَ اللَّهِ ثُمَّ يُحَرِّفُونَهُ مِنْ بَعْدِ مَا عَقَلُوهُ وَهُمْ يَعْلَمُونَ}.
- {يُحَرِّفُونَ الْكَلِمَ عَنْ مَوَاضِعِهِ وَنَسُوا حَظًّا مِمَّا ذُكِّرُوا بِهِ}.
- وقال ابن حزم: «كيف يستحل مسلم إنكار تحريف التوراة والإنجيل وهو يسمع كلام الله -عز وجل-: {مُحَمَّدٌ رَسُولُ اللَّهِ وَالَّذِينَ مَعَهُ أَشِدَّاءُ عَلَى الْكُفَّارِ رُحَمَاءُ بَيْنَهُمْ تَرَاهُمْ رُكَّعًا سُجَّدًا يَبْتَغُونَ فَضْلًا مِنَ اللَّهِ وَرِضْوَانًا سِيمَاهُمْ فِي وُجُوهِهِمْ مِنْ أَثَرِ السُّجُودِ ذَلِكَ مَثَلُهُمْ فِي التَّوْرَاةِ وَمَثَلُهُمْ فِي الْإِنْجِيلِ كَزَرْعٍ أَخْرَجَ شَطْأَهُ فَآزَرَهُ فَاسْتَغْلَظَ فَاسْتَوَى عَلَى سُوقِهِ يُعْجِبُ الزُّرَّاعَ لِيَغِيظَ بِهِمُ الْكُفَّارَ}. وليس شيء من هذا فيما بأيدي اليهود والنصارى، ممَّا يدعون أنَّه التوراة والإنجيل».

## حكم قراءة المسلم للإنجيل
في العقيدة الإسلامية يجب على المؤمن أن يستغني بالقرآن، عن التوراة والإنجيل، وأن هذان الكتابان كانا كتابين عظيمين منزلين من عند الله، ولكن حرفهما اليهود و‌النصارى وغيروا وبدلوا.

## الوثيقة ق
الوثيقة ق أو المصدر كيو (بالألمانية: Quelle) هي نص مفقود يفترض علماء النقد النصي وجوده كأحد مصادر الاناجيل. بينما يؤمن أغلبية العلماء بوجوده تاريخيا، يشكك البعض بذلك، ويًرجح بعض الباحثين أنه مصدر الإنجيل الأصلي الذي تكلم وبشر به يسوع (عيسى بن مريم) في حياته كما كان يذكر في أقواله.

## انظر ايضا
- تحريف التوراة والإنجيل